# Judith Guichon
Judith Guichon, née en 1947 à Montréal, est une propriétaire-éleveuse et femme politique canadienne. Elle est lieutenante-gouverneure de la Colombie-Britannique de 2012 à 2018.